# Pedro Tamen
Pedro Mário de Alles Tamen GCIH (Lisboa, 1 de dezembro de 1934 – Setúbal, 29 de julho de 2021) foi um poeta e tradutor literário português.

## Biografia
Filho de Mário César Tamen e de sua primeira mulher Emília da Conceição de Alles.
Estudou Direito na Faculdade de Direito da Universidade de Lisboa, onde se licenciou. 
Enquanto estudante universitário, foi diretor do jornal Encontro e cofundador do cineclube Centro Cultural de Cinema. 
Entre 1958 e 1975 foi diretor da (extinta) editora Moraes, com o escritor António Alçada Baptista. A seguir foi vogal do Conselho de Administração da Fundação Calouste Gulbenkian, durante 25 anos consecutivos, desde 1975 até 2000. Paralelamente presidiu ao P.E.N. Clube Português (1987 - 1990) e foi membro da direção e presidente da assembleia geral da Associação Portuguesa de Escritores. Foi, também, crítico literário.
Tamen estreou-se com a obra poética Poema para Todos os Dias em 1956, seguidos por vários edições de poemas e livros. Tradutor de poesia e prosa, recebeu o Grande Prémio de Tradução em 1990.
Poeta, recebeu vários prémios pela sua obra. Com Retábulo das Matérias (2001), publicou uma coleção dos seus poemas de 1956 a 2001.
Foi tradutor de várias obras literários de - entre outros - Gabriel Garcia Marquez, Reinaldo Arenas, Marcel Proust e Gustave Flaubert e foi condecorado com vários prémios literários. 
Morreu a 29 de julho de 2021, em Setúbal, onde se encontrava hospitalizado.

### Vida pessoal
Em 1959, casou primeira vez com Maria Isabel Bénard da Costa (21.11.1932), irmã de João Bénard da Costa, da qual se divorciou em 1973, com geração. Casou segunda vez em 1975 com Maria da Graça Livério Seabra Gomes, divorciada com geração de Luís Carlos de Assunção Brás Teixeira (1938 - 2000), sem geração.

## Obras (seleção)
Entre as suas obras encontram-se: 
- Poema para Todos os Dias (1956, poemas)
- O Sangue, a Água e o Vinho (1958, poemas)
- Escrito de Memória (1973, poemas)
- Os Quarenta e Dois Sonetos (1973, poemas)
- Horácio e Coriáceo (1981, livro)
- Principio de Sol (1982, poemas)
- Guião de Caronte (1997, livro)
- Retábulo das Matérias (coleção de poemas 1956-2001, 2001)
- Analogia e Dedos (2006, poemas)
- O Livro do Sapateiro (2010, poemas) [5]
- Um Teatro às Escuras (2011)
- Rua de Nenhures (2013, poemas)

## Prémios e reconhecimento
- A 9 de junho de 1993, foi agraciado com o grau de Grã-Cruz da Ordem do Infante D. Henrique.[6]

- Ganhou o Prémio Literário Inês de Castro e o Prémio de Poesia Luís Miguel Nava com Analogia e Dedos [7][8]
- Recebeu o Grande Prémio de Poesia APE/CTT e Prémio Literário Casino da Póvoa do Festival Correntes d'Escritas por O Livro do Sapateiro [9][10]